# Akbank AG
Die Akbank AG ist ein deutsches Kreditinstitut mit Sitz in Eschborn. Sie ist eine Tochtergesellschaft der türkischen Akbank T.A.Ş. mit Sitz in Istanbul.

## Geschichte
Die Akbank AG ist Nachfolgeinstitut der Akbank T.A.Ş. Niederlassung Deutschland, der früheren deutschen Filiale der Akbank T.A.Ş. mit Hauptsitz in Istanbul, einer der führenden Banken in der Türkei. Die Filiale erhielt im Jahr 1998 von der Bundesanstalt für Finanzdienstleistungsaufsicht eine Banklizenz. Bis einschließlich 2005 hat die Bank Dienstleistungen sowohl für Privatkunden als auch für Firmenkunden erbracht. Seit 2006 hat die Bank ihren Fokus vollständig auf das Geschäft mit großen Firmenkunden gerichtet. Einhergehend mit dieser Neuausrichtung wurde die ehemalige Filiale der Akbank T.A.Ş. in eine deutsche Aktiengesellschaft umgewandelt.
Ab dem 31. Mai 2007 wurden die Anteile der Bank von der niederländischen Akbank N.V., Amsterdam, welche ebenfalls ein einhundertprozentiges Tochterunternehmen der türkischen Akbank T.A.Ş. war, gehalten.
Im Juni 2012 wurde schließlich die niederländische Muttergesellschaft Akbank N.V. auf die deutsche Tochtergesellschaft Akbank AG verschmolzen. Seitdem befindet sich die Akbank AG wieder im direkten Besitz der türkischen Akbank T.A.Ş.
Im Jahr 2020 wurde der Sitz von Frankfurt am Main nach Eschborn verlegt.
2022 ordnete die Bundesanstalt für Finanzdienstleistungsaufsicht (BaFin) die Sicherstellung einer ordnungsgemäßen Geschäftsorganisation an. Der Anordnung war eine Sonderprüfung gemäß § 44 Absatz 1 KWG vorangegangen.
2024 setzte die BaFin einen Sonderbeauftragten bei der Akbank AG ein, verhängte Bußgelder in Höhe von insgesamt 432.500 Euro und erhöhte die Eigenmittelanforderungen der Bank. Zuvor wurden in einer Sonderprüfung Mängel in der Geschäftsorganisation festgestellt. Die Akbank soll erhebliche Defizite in der Geldwäscheprävention verfügt haben. Zudem hat das Institut ihre Kundinnen und Kunden nicht darüber informiert, dass Kopien von Telefongesprächen aufbewahrt werden. Weiter bemängelte die Aufsicht das verspätete Einreichen des Jahresabschlusses und eine ausgebliebene Anzeige der Auslagerung der IT-Revision.

## Geschäftstätigkeit
Das Kerngeschäft besteht aus dem Firmenkredit- und dem Handelsfinanzierungsgeschäft (hauptsächlich zwischen der Türkei und der EU-Region). Zusätzlich platzieren viele Investoren Festgelder bei der Bank.
Die Bank ist ein langjähriges Mitglied des deutschen Einlagensicherungsfonds.